# Castiarina tepperi
Castiarina tepperi es una especie de escarabajo del género Castiarina, familia Buprestidae. Fue descrita científicamente por Barker en 1988.